# Biserica evanghelică din Buia

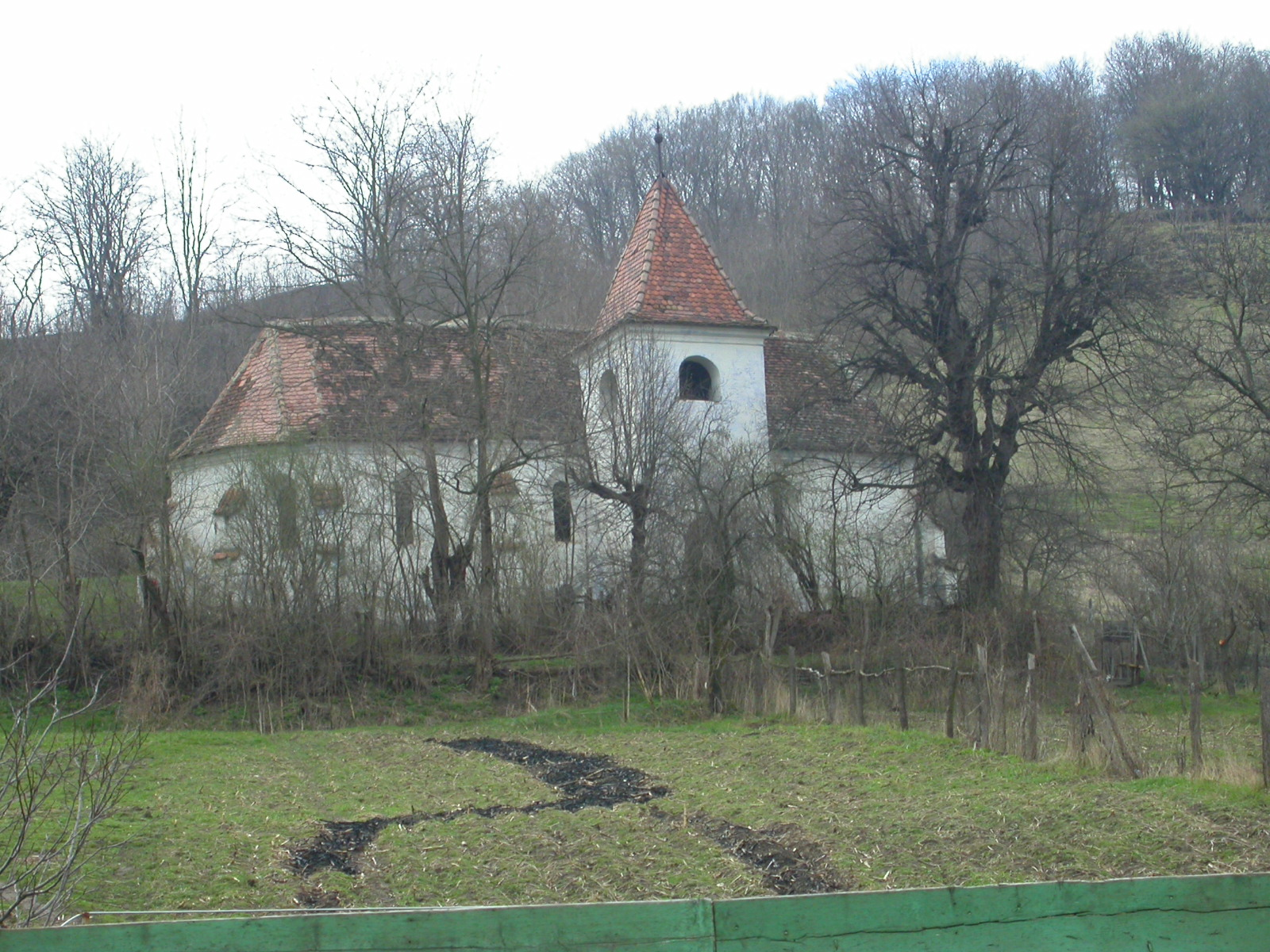
Biserica evanghelică din Buia

Biserica evanghelică din Buia, comuna Șeica Mare, județul Sibiu, a fost construită în secolul XV. Figurează pe lista monumentelor istorice 2010, Cod LMI:  SB-II-m-B-12343.

## Localitatea
Buia, mai demult Bulia (în dialectul săsesc Bäll, Bell, în germană Bell, Boll, Boel, în maghiară Bólya, Alsóbólya, Felsőbólya, Nagybólya) este un sat în comuna Șeica Mare din județul Sibiu, Transilvania, România.

## Biserica
Biserica evanghelică a localității Buia a fost construită în secolul XV. Tavanul casetat de lemn al bisericii a fost realizat în secolul XVII. Turnul vechi al bisericii, distrus într-un cutremur, a fost refăcut în 1620. Altarul a fost construit în 1561, iar orga în 1903.

## Vezi și
- Buia, Sibiu